# Юїльськ
Юї́льськ (рос. Юильск, хант. Вўт вош) — присілок у складі Білоярського району Ханти-Мансійського автономного округу Тюменської області, Росія. Входить до складу Казимського сільського поселення.
Населення — 148 осіб (2010, 229 у 2002).
Національний склад станом на 2002 рік: ханти — 80 %.

## Відомі люди
- Вагатова (Волдіна) Марія Кузьмівна - перша хантийська поетеса